# Sedum lagascae
Sedum lagascae är en fetbladsväxtart som beskrevs av Carlos Pau. Sedum lagascae ingår i Fetknoppssläktet som ingår i familjen fetbladsväxter. Inga underarter finns listade i Catalogue of Life.